# Stresemannstraße 30 (Quedlinburg)

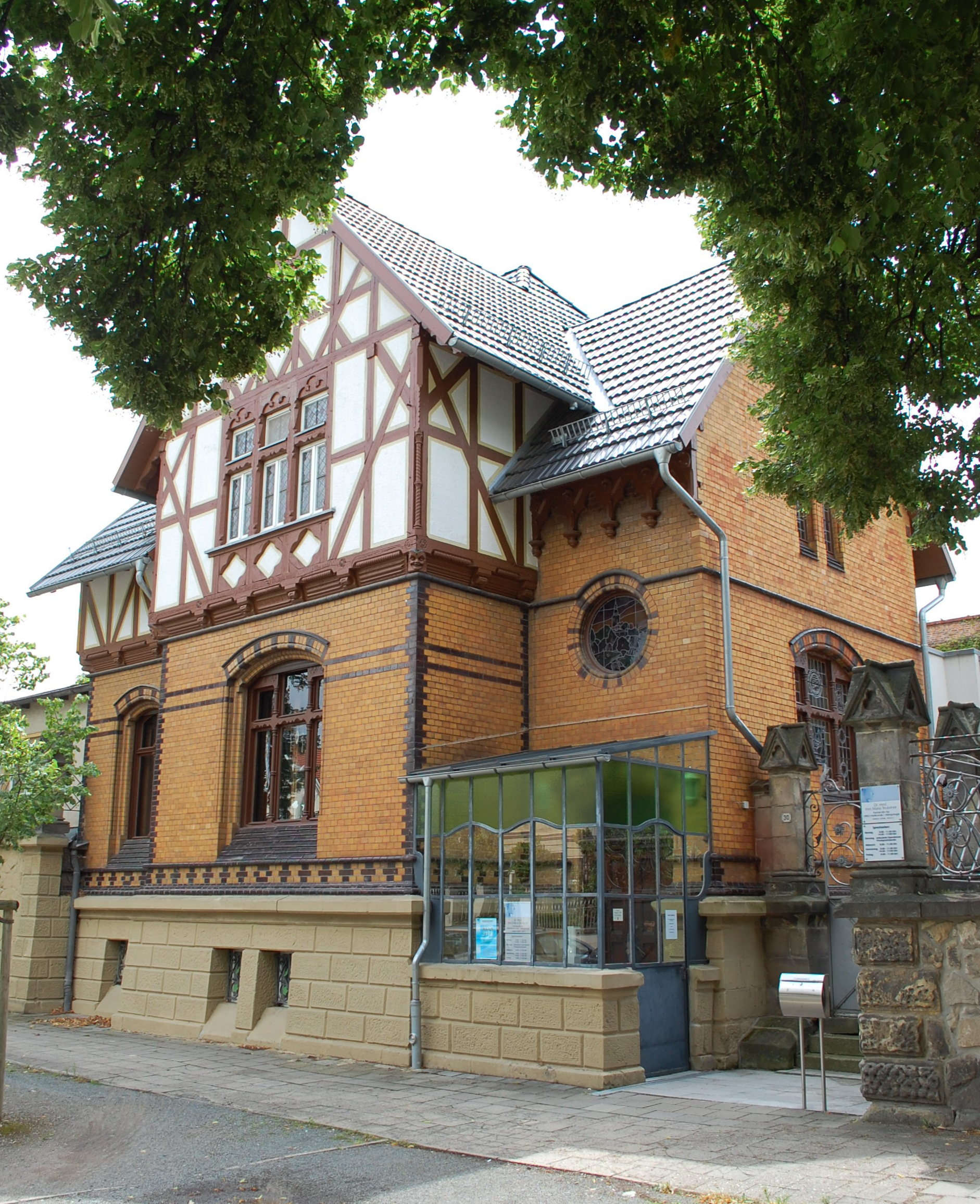
Haus Stresemannstraße 30

Das Haus Stresemannstraße 30 ist ein denkmalgeschütztes Gebäude in der Stadt Quedlinburg in Sachsen-Anhalt.

## Lage
Die Villa befindet sich südlich der historischen Altstadt Quedlinburgs. Sie ist im Quedlinburger Denkmalverzeichnis eingetragen.

## Architektur und Geschichte
Die Villa entstand im Jahr 1881. Sie ruht auf einem Quadersockel. Die Fassade besteht aus gelben Klinkern. Markant ist ein Giebel aus Zierfachwerk, der darüber hinaus auch mit Putzdekorationen mit floralen und geometrischen Motiven verziert ist. Der Schwellbalken ist üppig verziert und mit einer Inschrift versehen.
Im Treppenhaus befindet sich ein mit Schnitzereien verziertes Treppengeländer. Die  Bleiglasfenster sind mit figürlichen Darstellungen versehen. Eine mit Schnitzwerk verzierte Balkendecke befindet sich im Saal des Hauses.
An der Seite des Hauses befindet sich eine mit Bruchsteinen verkleidete Remise. Die Grundstücksumzäunung verfügt über Pfeiler in einer gotisierenden Gestaltung.